# 中国杂技家协会

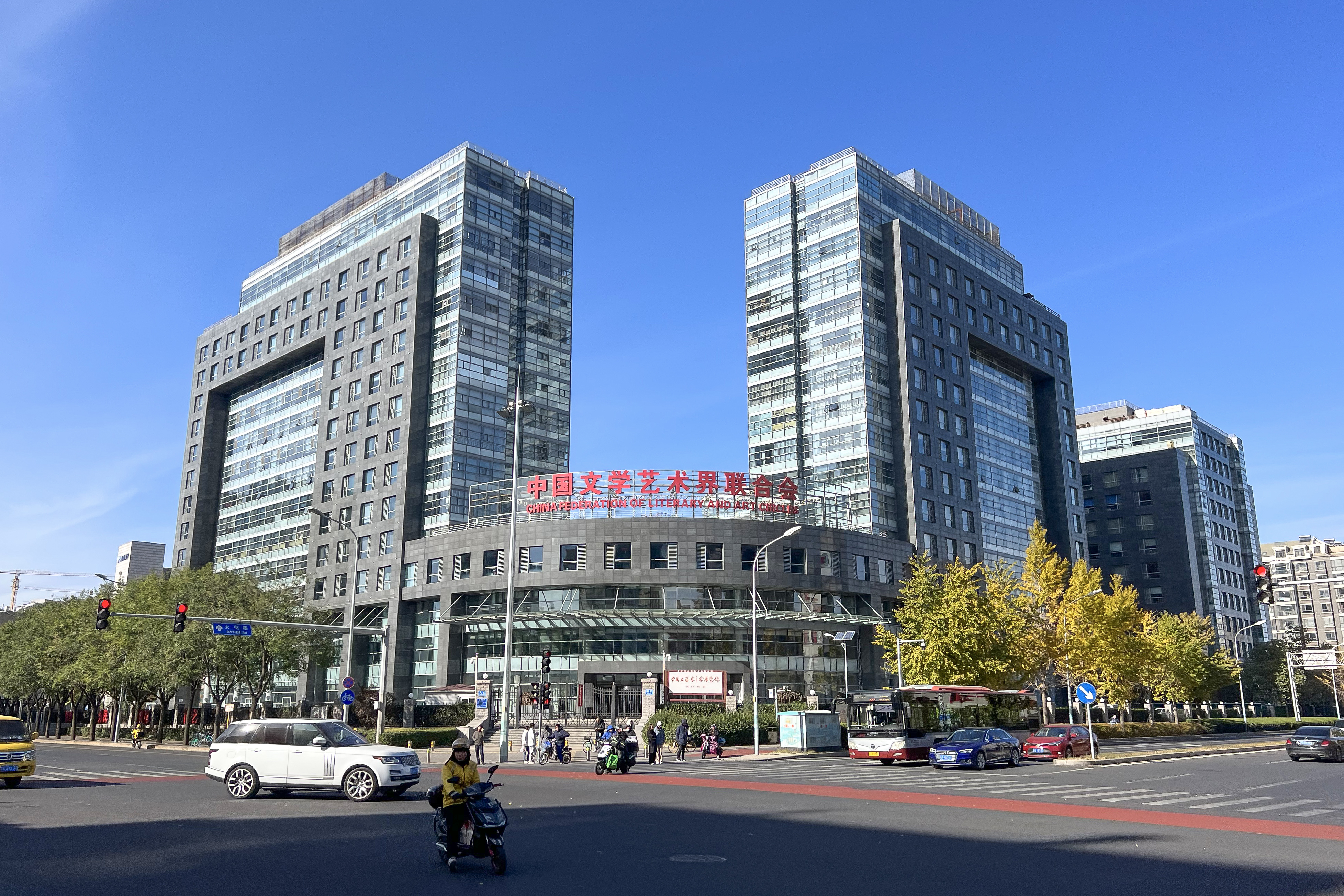
中国杂技家协会的会址为北京朝阳区北沙滩1号院32号楼B座（文联大楼）

中国杂技家协会是中华人民共和国杂技工作者组成的专业性人民团体，为中国文学艺术界联合会的会员团体。现任主席为边发吉。

## 历史沿革
1981年10月28日，中国杂技艺术家协会成立。2000年，更名为中国杂技家协会。